# Acacia microneura
Acacia microneura là một loài thực vật có hoa trong họ Đậu. Loài này được Meissner miêu tả khoa học đầu tiên.

## Hình ảnh

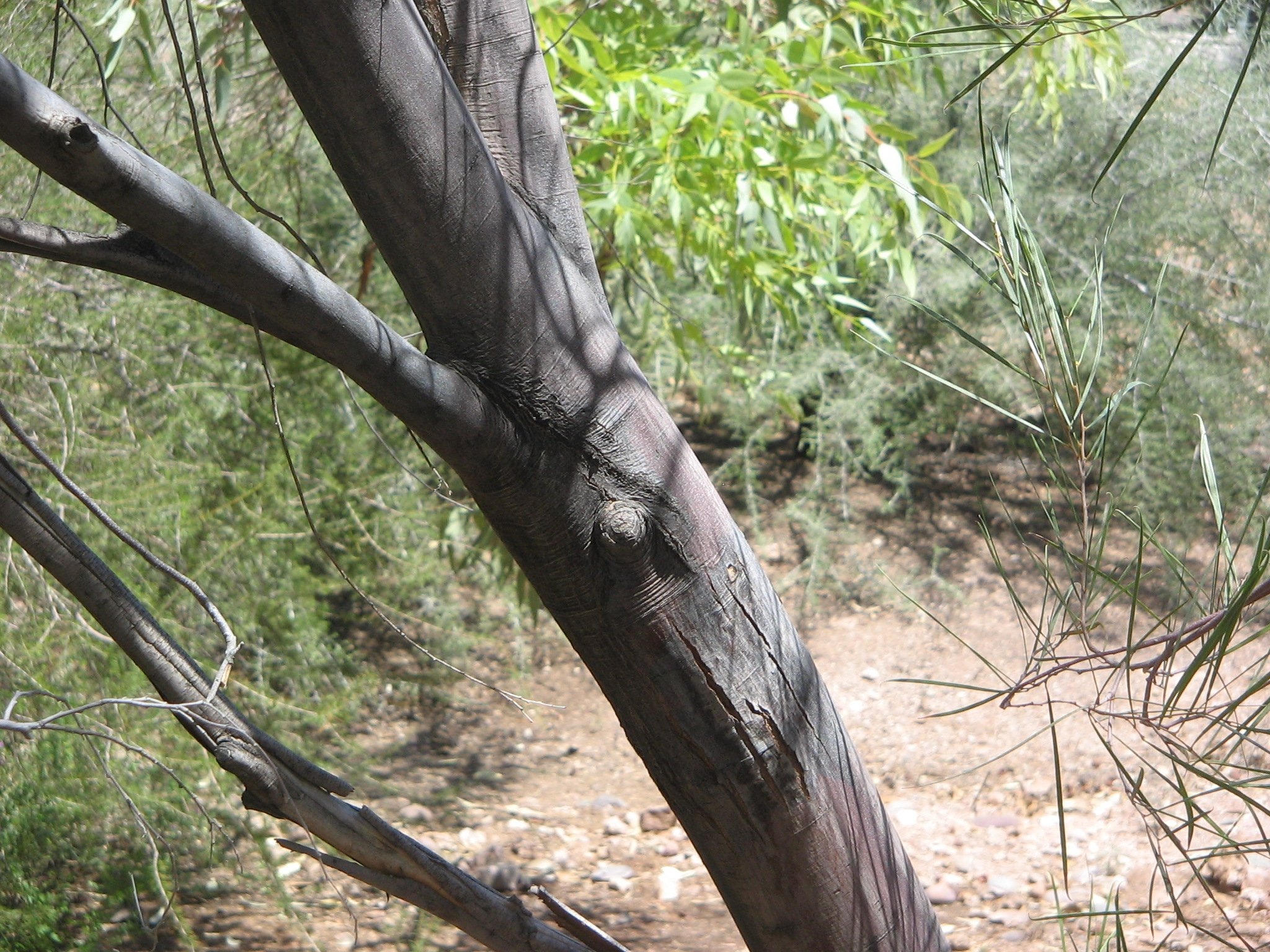
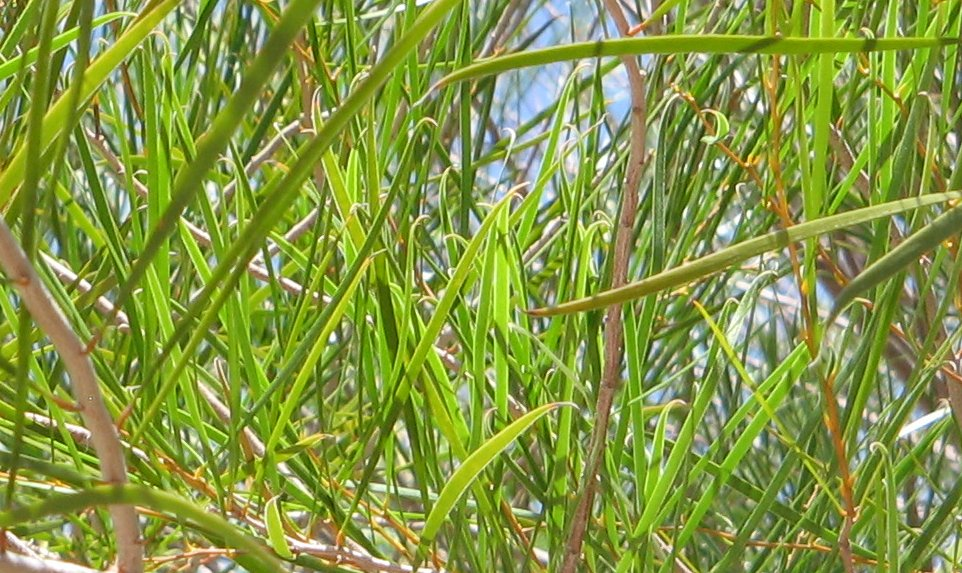